# 카이렐
카이렐(본명: Kyrell Valentine Choi, 2005년 7월 3일 ~ )은 대한민국의 앰퍼샌드원의 멤버이다.

## 경력
- 2023년 ~ 그룹 앰퍼샌드원 멤버

## 개요
2023년 11월 15일에 데뷔한 대한민국의 7인조 다국적 보이그룹 앰퍼샌드원의 멤버. 그룹 내에서 보컬을 맡고 있다.